# Карр, Альфонс
Жан-Батист Альфонс Карр (фр. Jean Baptiste Alphonse Karr; 1808—1890) — французский писатель, журналист и редактор газеты Le Figaro.

## Биография
Жан-Батист Альфонс Карр родился 24 ноября 1808 года в Париже; отец его, баварец родом, поселился в столице Франции ещё в молодости и приобрёл известность как пианист и композитор.
Увлечённый романтическим течением 1830-х годов и вдохновлённый первым романом своей личной жизни, Карр написал поэму, переделанную им затем в роман под заглавием «Sous les tilleuls» (1832). За этим вскоре последовали «Une heure trop tard», «Fa-dièze», «Le Chemin le plus court» — повести, говорившие о первой любви автора и его разочарованиях.

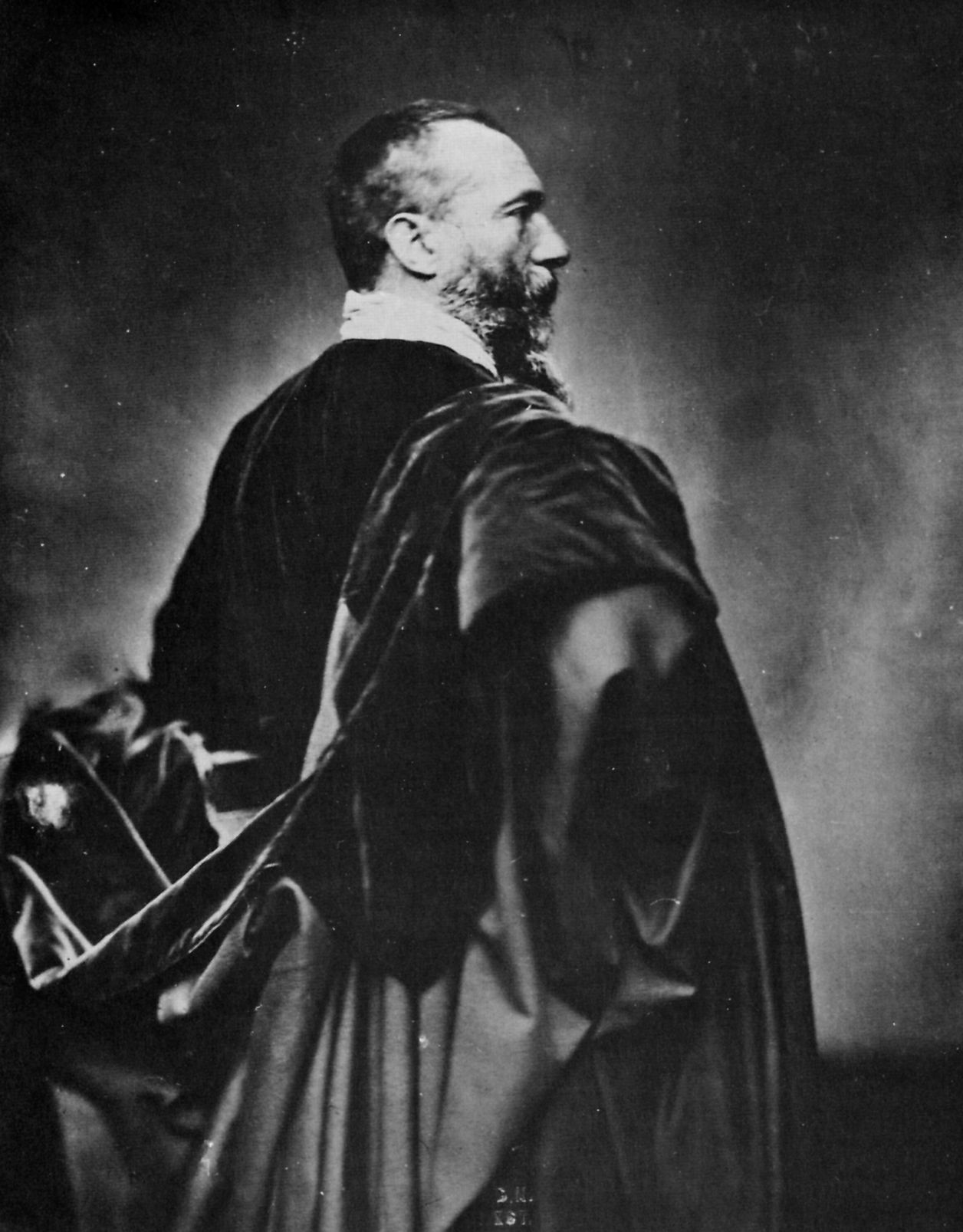
Жан-Батист Альфонс Карр

Кроме этих романов, давших Альфонсу Карру известность оригинального и элегантного беллетриста, он написал в том же слегка философствующем тоне: «Einerley», «Ce qu’il y a dans une bouteille d’encre», «Geneviève», «Hortense», «Am Rauchen», «La famille Alain», «Fort en thème», «Les Femmes», «Contes et nouvelles» и др.
Другой ряд произведений Карра: «Promenades hors de mon jardin», «Lettres écrites de mon jardin», «Au bord de la mer», «La pêche en eau douce et en eau salée» и др. — нечто вроде полуфантастических дневников, в которых хороши описания природы.
Традиции романтизма развили в нём склонность к эксцентричности и стремление занимать собой внимание публики. Это выразилось сначала в его эксцентричных костюмах и убранствах квартиры; потом он стал позировать в роли неустрашимого пловца. Поселясь в Ницце, потом в С.-Рафаэле, Карр занялся садоводством и продажей цветов, блестяще повёл дело и дал своё имя нескольким впервые разведённым им сортам цветов. В то же время он не переставал писать книги: «Mélanges philosophiques», «Gaités Romaines», «Plus ça change», «Plus c’est la même chose», «Le credo d’un Jardinier» и др., в которых рассматривал вопросы дня с высоты Горациевской отчуждённости от страстей мира на лоне природы.
Более всего современникам была известна деятельность Карра как журналиста: в 1839 году он стал редактором газеты Le Figaro («Фигаро») и тогда же основал сатирическую газету Les Guêpes, имевшую громадный успех; своё остроумие и негодование он направлял преимущественно на адвокатов, на злоупотребление «смягчающими обстоятельствами», на систему фальсификации и обвешивания в торговле. Статьи его на эти темы были написаны блестяще, полны сарказма и юмора, но по существу довольно банальны.
Одна из его выходок против известной поэтессы Луизы Коле привела к тому, что обиженная женщина бросилась с ножом на насмешника, но покушение кончилось ничем. Эта история произвела большую сенсацию и рассказывалась в самых разных интерпретациях друзьями той и другой стороны. Позднее Коле подробно изложила весь этот инцидент в письме в «Фигаро» (29 марта 1869 года).
Les Guêpes превратились впоследствии в Guêpes Illustrées. После 1848 года Карр основал Le Journal, где поддерживал генерала Кавеньяка. В 1852 году он продолжал в «Le Siècle» серию «Guêpes» под заглавием «Bourdonnements», потом опять возобновил «Guêpes», но уже без прежнего успеха.

Упомянут в романе Л. Н. Толстого «Анна Каренина» (16 глава 8 части): 
Alphonse Karr прекрасно это писал перед войной с Пруссией. «Вы считаете, что война необходима? Прекрасно. Кто проповедует войну — в особый, передовой легион и на штурм, в атаку, впереди всех!» 
До самых последних лет Альфонс Карр продолжал интересоваться текущими делами и политикой; его последняя книга, «La Maison de l’Ogre» (1890), содержит полемические статьи против Констана и других министров того времени. Жан-Батист Альфонс Карр умер 29 сентября 1890 года в городке Сен-Рафаэль.